# Hunter Hayes (альбом)
Hunter Hayes — дебютный студийный альбом американского кантри-певца Хантера Хейза, выпущенный в США 11 октября 2011 года под лейблом Atlantic Records. Хантер написал, спел и сыграл каждую песню при записи альбома. По состоянию на январь 2013 года продажи альбома в США составляют 515,000 копий. Альбом получил номинацию Лучший кантри альбом на 55-й церемонии «Грэмми».

## Отзывы критиков
| Оценки критиков  | Оценки критиков |
| Источник         | Оценка          |
| ---------------- | --------------- |
| AllMusic         | [ 5 ]           |
| Roughstock       | [ 6 ]           |
| Taste of Country | [ 7 ]           |

Альбом был хорошо принят музыкальными критиками. Стивен Томас Эрльюин из AllMusic посчитал, что Хейз «в то время как он доволен лёгкой музыкой», «также имеет четкие, яркие, неустанные мелодии, которые предназначены для того, чтобы завоевать любую аудиторию». Билли Дюкс из Taste of Country был впечатлён тем, что Хантер Хейз написал, спродюсировал и сыграл на каждом музыкальном инструменте для своего дебютного альбома, но пришёл к мнению о «тональной однородности из-за отсутствия других участников». Также он чувствовал, что песни «время от времени ощутимо неестественны», а «то что Хейзу не хватает „Уау“, он наверстает это как и большинство схожих артистов к третьему альбому». Мэтт Бьорк из Roughstock был в восторге и считал лонгплей «потрясающим дебютным альбомом» и то, что он «в действительности передаёт чувство становления суперзвезды, который способен стать следующим идолом, как на обложке этой записи».

## Список композиций
| №   | Название                          | Автор(ы)                                 | Длительность |
| --- | --------------------------------- | ---------------------------------------- | ------------ |
| 1.  | «Storm Warning»                   | Хантер Хейз, Горди Сэмпсон, busbee       | 3:59         |
| 2.  | «Wanted»                          | Трой Верджис, Хейз                       | 3:49         |
| 3.  | «If You Told Me To»               | Хейз, Лиз Роуз                           | 3:26         |
| 4.  | «Love Makes Me»                   | Катрина Элам, Хейз, Бонни Бейкер         | 3:20         |
| 5.  | «Faith to Fall Back On»           | Хейз, Барри Дин                          | 3:08         |
| 6.  | «Somebody’s Heartbreak»           | Андрю Дорфф, Люк Лэрд, Хейз              | 3:49         |
| 7.  | «Rainy Season»                    | Хейз, Элам, Бейкер                       | 5:08         |
| 8.  | «Cry with You»                    | Дин, Хейз                                | 3:48         |
| 9.  | «Everybody's Got Somebody But Me» | Дейв Брейнард, Хейз, Дженнифер Заффинети | 2:40         |
| 10. | «What You Gonna Do»               | Хейз                                     | 4:48         |
| 11. | «More Than I Should»              | Риверс Резерфорд, Хейз, Джереми Стовер   | 3:15         |
| 12. | «All You Ever»                    | Хейз, Сэм Эллис                          | 3:36         |

## Над альбомом работали
- Хантер Хейз — аккордеон, акустическая гитара, баритон-гитара, бас-гитара, бузуки, клавинет, ударные, электрогитара, орган Хаммонда, мандочель, мандолина, фортепиано, резонаторная гитара, родес-пиано, ситар, слайд-гитара, слайд-гитара, двенадцатиструнная гитара, синтезатор, струнные, основной и бэк-вокал, электрическое фортепиано[8].

## Чарты и сертификаты

### Альбом
| Чарт (2011)                      | Высшее место |
| -------------------------------- | ------------ |
| США Billboard Top Country Albums | 1            |
| США Billboard 200                | 7            |

### Позиции в годовых чартах
| Чарт (2012)                  | Позиция |
| ---------------------------- | ------- |
| США Billboard 200            | 107     |
| США Billboard Country Albums | 22      |

### Синглы
| Год                                                                       | Сингл                    | Высшее место в чарте | Высшее место в чарте | Высшее место в чарте | Высшее место в чарте | Высшее место в чарте | Высшее место в чарте | Высшее место в чарте |
| Год                                                                       | Сингл                    | US Country           | US Country Airplay   | US                   | US Pop               | US Adult             | US AC                | CAN                  |
| ------------------------------------------------------------------------- | ------------------------ | -------------------- | -------------------- | -------------------- | -------------------- | -------------------- | -------------------- | -------------------- |
| 2011                                                                      | «Storm Warning»          | 14                   | —                    | 78                   | —                    | —                    | —                    | —                    |
| 2012                                                                      | «Wanted»A                | 1                    | 1                    | 16                   | 23                   | 12                   | 19                   | 27                   |
| 2012                                                                      | «Somebody’s Heartbreak»A | 9                    | 5                    | 54                   |                      |                      |                      | 70                   |
| Знак «—» обозначает, что сингл не попал в чарт страны или не был выпущен. |                          |                      |                      |                      |                      |                      |                      |                      |

- AДействующие синглы.

## Сертификаты
| Регион     | Сертификаты |
| ---------- | ----------- |
| США (RIAA) | Золотой     |